# Лав I (јерменски кнез)
Лав I или Левон I (јерм. Լևոն Ա; око 1080 — Константинопољ, 14. фебруар 1140) је био кнез јерменске Киликије (1129/1130—1137) из династије Рупенида.

## Биографија
Био је син Константина I, кнеза јерменске Киликије, и праунуке византијског генерала Варде Фоке Млађег. Преузео је власт над јерменском Киликијом 1129. или 1130. године пошто је његов синовац Константин II био затворен и отрован. Користећи насталу ситуацију, јерменску Киликију је покушао да покори антиохијски кнез Боемунд II, али је погинуо у бици у фебруару 1130. године.
Лавова владавина обележена је даљим ширењем државе, настављајући са политиком свог брата Тороса I. На самомом почетку владавине, уз помоћ крсташа је освојио најважније тврђаве у Киликији, махом на рачун Византије, физички одвајајући византијске територије у Малој Азији од кнежевине Антиохије. Уследио је и одбрамбени савез са Антиохијом. Пошто је сматрао Киликију византијским поседом, а Антиохију својим побуњеним вазалом, византијски цар Јован II Комнин нарочито је настојао да стави под своју власт јерменску кнежевину.
У пролеће 1137. године византијски цар је повео поход против јерменске Киликије, освојивши Тарс, Адану и Мамистру. Лав је покушао да побегне, али је ухваћен и заједно са својим синовима доведен у Константинопољ као заробљеник. Киликија је била покорена и њену државност обновиће Лавов син Торос II 1144. или 1145. године. Лав је умро у византијској престоници 14. фебруара 1140. године.

## Породица
Лав је имао две кћери непознатог имена и барем четири сина:
- Тороса II (око 1110 — 6. фебруар 1169), кнеза јерменске Киликије (1144/1145—1169);
- Стефана (око 1110 — 7. фебруар 1165), најпознатијег као оца првог краља јерменске Киликије, Лава I;
- Млехa (пре 1120 — 15. мај 1175), кнеза јерменске Киликије (1170—1175);
- Рупена (после 1120 — око 1140).